# Ammodramus henslowii
El chingolo de Henslow (Ammodramus henslowii), también conocido como sabanero de Henslow, es una especie de ave paseriforme de la familia Passerellidae. Se reproduce en el sur de Canadá y el noreste y medio oeste de Estados Unidos. Migra durante el invierno a los pantanos y bosques abiertos de pino en el sureste de los Estados Unidos. Se alimenta en el suelo, comiendo principalmente insectos y semillas. Su nombre conmemora al botánico inglés John Stevens Henslow.

## Subespecies
Se reconocen dos subespecies:
- A. h. henslowii  (Audubon, 1829)
- A. h. susurrans (Brewster, 1918)